# 宁州 (渤海国)
宁州，渤海国的安远府所领四州之一，依郭州。
宁州治所在黑龙江省与俄罗斯交界处之兴凯湖东岸或东北岸，一说在今吉林省长岭县。辖境包括黑龙江省虎林市、俄罗斯伊曼（达利涅列琴斯克）。辽朝灭渤海，宁州百姓没有被迁住他地，后成为辽代女真的一部分，辽朝上京道和东京道的宁州，都不是渤海国宁州移置。